# Mühlenstraße 190 (Mönchengladbach)

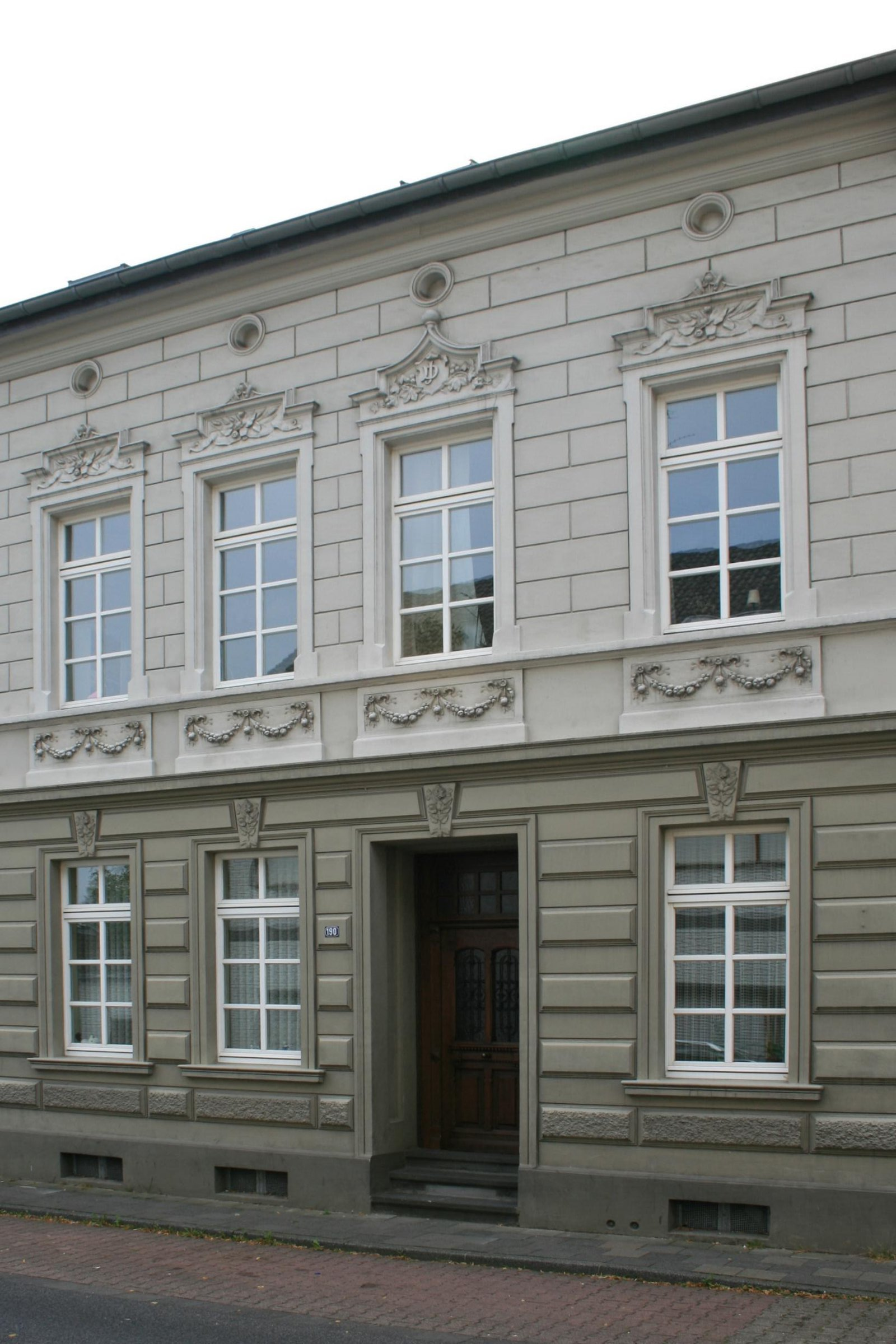
Wohngeschäftshaus (2010)

Das Wohngeschäftshaus Mühlenstraße 190 steht im Stadtteil Rheydt in Mönchengladbach (Nordrhein-Westfalen).
Das Gebäude wurde nach der Jahrhundertwende erbaut. Es wurde unter Nr. M 027 am 15. Dezember 1987 in die Denkmalliste der Stadt Mönchengladbach eingetragen.

## Lage
Die alte Mühlenstraße verbindet die Friedrich-Ebert-Straße mit dem Stadtteil Geneicken.

## Architektur
Das Haus Nr. 190 ist Bestandteil einer erhaltenen Dreiergruppe. Das kurz nach der Jahrhundertwende entstandene Haus zeigt 2:4 Achsen ist zweigeschossig, zweiseitig freistehend und wird von einem Satteldach überdeckt. Zur Hofseite steht ein Hinterbau, der zu Lagerzwecken genutzt wird.